# هنری یکم، دوک بورگوندی
هنری یکم، دوک بورگوندی (انگلیسی: Henry I, Duke of Burgundy; ۹۴۸ – ۱۵ اکتبر ۱۰۰۲)، کنت نورز و دوک بورگوندی تا سال ۹۶۵ میلادی و پسر هوگوی بزرگ و هدویگ ساکسونی و برادر هوگو کاپه پادشاه فرانسه، اما، دوشس نورماندی و اوتو، دوک بورگوندی بود.